# Nacoleia cinisalis
Nacoleia cinisalis is een vlinder uit de familie van de grasmotten (Crambidae), uit de onderfamilie van de Spilomelinae. De wetenschappelijke naam van deze soort is voor het eerst gepubliceerd in 1937 door Aristide Caradja.
De soort komt voor in China (Zhejiang).